# Itala Mela
Beata María de la Trinidad, de nombre secular Itala Mela (La Spezia, 28 de agosto de 1904 - La Spezia, 29 de abril de 1957) fue una virgen benedictina oblata, teóloga y mística italiana.
Mela se convirtió en una de las místicas más conocidas de la Iglesia durante su vida y después de su muerte. También escribió una serie de obras teológicas centradas en la Santísima Trinidad, que consideraba parte integrante de la fe cristiana.
Mela fue proclamada Venerable el 12 de junio de 2014 después de que el papa Francisco aprobara su vida de virtud heroica.  El 14 de diciembre de 2015, el papa también aprobó un milagro atribuido a su intercesión que permitió que se llevara a cabo su beatificación. Mela fue beatificada en La Spezia el 10 de junio de 2017 y el cardenal Angelo Amato presidió la celebración en nombre del papa; el milagro en cuestión se refería a la resurrección de un recién nacido italiano, cuyo cuerpo se encontraba en estado de muerte cerebral clínica.

## Biografía
Itala Mela nació el 28 de agosto de 1904 en La Spezia, hija de Pasquino Mela y Luigia Bianchini; ambos eran maestros ateos. Pasó su infancia al cuidado de sus abuelos maternos de 1905 a 1915, mientras sus padres trabajaban y sus abuelos preparaban a Mela para su Primera Comunión y Confirmación; ambas tuvieron lugar el 9 de mayo de 1915 y el 27 de mayo de 1915, respectivamente.
La muerte de su hermano pequeño Enrico a los nueve años (el 27 de febrero de 1920) cuestionó la percepción que Mela tenía de su fe cristiana, y escribió sobre sus sentimientos ante la pérdida: "Después de su muerte, nada". Como consecuencia, abandonó su fe cristiana y cayó en el ateísmo. Sin embargo, tuvo un repentino despertar de su fe en la fiesta de la Inmaculada Concepción (8 de diciembre de 1922), tras redescubrir a Dios; su fe se profundizó con el lema que tomó siendo: "Señor, te seguiré hasta las tinieblas, hasta la muerte".
Mela se afilió a la FUCI (Federación Católica Italiana de Estudiantes Universitarios) en 1923, donde conoció en sus reuniones al futuro papa Giovanni Battista Montini y a Alfredo Ildefonso Schuster; también conoció a los sacerdotes Divo Barsotti y Agostino Gemelli. En esas reuniones, Montini y los políticos Aldo Moro y Giulio Andreotti ejercieron una gran influencia sobre ella. Fue la principal amiga de Angela Gotelli, profesora de letras clásicas y partisana del catolicismo romano, cercana a las ideas políticas de Aldo Moro.
Mela aprobó sus estudios en 1922 con el reconocimiento de ser una alumna brillante y se matriculó en la Universidad de Génova el 11 de noviembre siguiente, donde más tarde, en 1928, se licenció en letras y en estudios clásicos.
Mela experimentó su primera visión de Dios el 3 de agosto de 1928 como un rayo de luz en el sagrario de una iglesia de un seminario de Pontremoli, iniciando una larga corriente de visiones en su vida. En ese momento parte para Milán y elige como confesor a Adriano Bernareggi. Su verdadera vocación de oblata benedictina llegó en 1929 y se consolidó hasta el punto de que comenzó su noviciado. Concluyó el 4 de enero de 1933, cuando profesó en Roma, en la Basílica de San Pablo Extramuros, emitiendo sus cuatro votos. Como signo de su nueva vida, Mela asumió el nombre de "Maria della Trinità" (María de la Trinidad). Mela regresó a su ciudad natal en 1933. A partir de 1936 tuvo éxtasis y visiones. Su madre murió en 1937.
En 1941, Mela presentó al Papa Pío XII una idea para un memorial, y el Papa aceptó el Memorial de María de la Trinidad. En Génova, del 5 al 15 de octubre de 1946, Mela compuso una serie de ejercicios espirituales para beneficio de los fieles; los ejercicios fueron bien recibidos.
Del 18 de febrero al 24 de abril de 1957, a pesar de su afasia, consiguió hacerse entender con gestos y con la mirada, la sonrisa y la inclinación de la cabeza. El 25 de abril a las 16.00 horas, tras un nuevo ataque, entra en coma durante cuatro días y el 29 de abril a las 18.30 horas, mientras las campanas de la iglesia de San Juan y San Agustín repican para la benedición eucarística, muere Itala. Estaba vestida con el traje de novia de una de sus alumnas que se había hecho carmelita, vestido que había llevado para el día de su investidura. La pequeña cámara en la que falleció fue objeto del homenaje de una innumerable multitud y sus restos fueron trasladados posteriormente a la cripta de la catedral de La Spezia en 1983.
Itala Mela se conmemora el 28 de abril porque el 29 de abril es la fiesta de Santa Catalina de Siena y San Francisco de Asís, patronos de Italia, y su memoria litúrgica tendría prioridad sobre la de Itala Mela.

## Beatificación
El proceso de beatificación comenzó en La Spezia, en su diócesis, el 29 de abril de 1968, fecha en la que se concedió a Mela el título de Siervo de Dios; el proceso duró hasta el 21 de noviembre de 1976 y fue validado en Roma el 2 de octubre de 1992. En 1983, en los reconocimientos canónicos que se realizan regularmente en los procesos de beatificación, su cuerpo fue encontrado intacto. Siguiendo el proceso local, todos los escritos de Mela fueron aprobados en 1979 y permitidos para su valoración en la causa.
La Positio fue recopilada y presentada en 2003 a la Congregación para las Causas de los Santos para su posterior evaluación. Con ocasión de la Convención de Iglesias Italianas celebrada en 2006 en Verona, las iglesias de Liguria eligieron Itala Mela como un testimonio ejemplar de su herencia de fe y espiritualidad.
Fue el 12 de junio de 2014 cuando el Papa Francisco aprobó que Mela había vivido una vida de virtud heroica y la declaró Venerable.
El 14 de diciembre de 2015, el Papa también aprobó un milagro atribuido a la intercesión de Mela que permitiría su beatificación; se celebró en la Piazza Europa de La Spezia el 10 de junio de 2017 con el cardenal Angelo Amato presidiendo la celebración en nombre del Papa. Al día siguiente por la tarde, después de su discurso del Ángelus -dado en la solemnidad de la Santísima Trinidad-, el Papa Francisco se refirió a su beatificación en la que mencionó la Presencia real de "Dios Padre, Hijo y Espíritu Santo que habita en la cámara de nuestro corazón".
El actual postulador asignado a esta causa es el Dr. Andrea Ambrosi. Sus escritos ocupan en total más de 42 volúmenes.  Sus escritos originales se conservan en el Archivo Diocesano del Seminario Episcopal de Sarzana. Las conclusiones de Itala Mela fueron mecanografiadas por las monjas del monasterio de Santa Maria del Mare de Castellazzo. Posteriormente, una comisión de expertos verificó la fidelidad de las copias mecanografiadas a los originales. El archivo conserva tanto los escritos autógrafos de Itala Mela como las copias mecanografiadas (que son las únicas que pueden ser consultadas por el público).
En honor de la Beata Itala Mela, el Padre Claudio Grana OCD compuso el himno italiano titulado Se uno mi ama davvero (Si uno me ama de verdad) (n°. 1278). Las estrofas derivan de la Elevazione alla Trinità (Elevación a la Trinidad) de Santa Isabel de la Trinidad.
En honor de Itala Mela, el Ayuntamiento de La Spezia dio su nombre a una escalinata entre la Via XXVII Marzo y la Via dei Colli.

## La inhabitación trinitaria
Dios... no se conformó con dejarnos en la Eucaristía la posibilidad de recibir «por unos instantes» el Verbo humanado, sino que quiso que, desaparecida la presencia eucarística de Cristo, el alma no quedara vacía y sola, sino que gozara de la plenitud de las Tres personas divinas, «sin interrupción».
Itala Mela

La inhabitación trinitaria es una experiencia espiritual propuesta por Itala Mela para ayudar a los fieles a vivir su vida a la luz de la Trinidad. Consiste en tratar de hacer todo en unión con el Padre, el Hijo y el Espíritu Santo, contando con su guía y procurando hacer siempre la voluntad de Dios y donde el corazón del cuerpo humano es el órgano destinado a acoger la entrada y la presencia real y viva de Dios.
Se decía que Itala Mela tenía el poder de sentir a distancia fuera de las iglesias la presencia real de Jesucristo Dios en la Sagrada Eucaristía. 
Según Itala, Dios no sólo nos ha dado su presencia permanente en la Eucaristía, sino que ha permitido al hombre gozar de su presencia en su corazón incluso después de haber terminado de metabolizar el sacramento eucarístico. La inhabitación de la Trinidad es una consecuencia natural del Bautismo, por tanto experimentable por todo cristiano, y difiere de la Presencia real de Dios en el Santísimo Sacramento en su carácter de temporalidad y repetibilidad cada día de la existencia.
La inhabitación trinitaria es una experiencia que puede vivirse en cualquier situación de la vida, no sólo en un convento o en un lugar de oración. Para Itala Mela, de hecho, la vida cotidiana es el lugar donde es posible encontrarse con Dios y dar testimonio de la propia fe, a través de gestos concretos de amor y caridad hacia el prójimo.
La inhabitación trinitaria encuentra fundamento en el Evangelio según San Juan, capítulo 10, versículos del 22 al 39 y, en particular, en las palabras "El Padre está en mí y yo en Él". Así, las tres Personas divinas habitan la una en la otra. Según Itala Mela, el hombre fue creado a imagen y semejanza de Dios y está hecho para vivir la misma vida que Dios mediante la inhabitación trinitaria del alma y del cuerpo. No se trata de un mero hecho intelectual, sino de una experiencia que concierne a la persona en su totalidad de alma y cuerpo.
Itala Mela vivió sus primeras experiencias de inhabitación trinitaria después de haber rezado el Oficio de las Horas, recibido la Eucaristía durante la santa misa o practicado una intensa adoración eucarística.
Itala Mela se inmoló, ofreciendo su gozoso sufrimiento y su enfermedad a Dios para que otras personas pudieran experimentar la inhabitación trinitaria, para el perdón de sus pecados y la salvación eterna.
La teología trinitaria de la inhabitación también fue descrita por Santa Isabel de la Trinidad y anticipada por el Diuturnum illud del Papa León XIII y luego confirmada por la encíclica Mystici corporis Christi de Pío XII.

## Epistolario
En la voluminosa correspondencia de Itala Mela, recopilada en sus volúmenes mecanografiados, solo había siete de los aproximadamente cien cartas enviadas desde 1931, en vísperas de su vestición como oblata, hasta 1956, pocos meses antes de su muerte en la casa de via del Torretto in La Spezia.
Solo siete cartas mecanografiadas de las cien encontradas se habían publicado ya en su epistolario. Las cartas estaban dirigidas a los abades de la Basílica de San Pablo Extramuros, Ildebrando Vannucci, y a su sucesor, Cesario D'Amato, y al director de los oblatos, don Giuseppe Turbessi, al que sucedió don Ippolito Boccolini.
Las cartas versaban sobre la reforma litúrgica y el regreso al canto gregoriano, impulsado por Prosper Guéranger, así como sobre la construcción del monasterio de Santa Escolástica cerca de Civitella San Paolo, al norte de Roma, una propuesta presentada por Schuster y llevada a cabo por Vannucci.

## Obras
- Itala Mela, Monasterio benedictino de Santa Maria a Mare in Marinasco (se han encargado de la estenografía de sus escritos a mano), Nel dialogo delle tre persone, Sarzana 1976. OCLC 1403424556 Acceso del 26 de enero de 2025. (4 cuadernos; código ISBN no disponible)
- Itala Mela, Quo tu non vis (Dove tu non vuoi). Itinerario spirituale, Librería Editora Vaticana 2002, ISBN 88-209-7286-7
- Itala Mela, In un mare di luce. Scritti mistici, Edizioni Piemme 1999, ISBN 88-384-4175-8
- Itala Mela, Amare l'amore, Arnoldo Mondadori Editore, ISBN 88-04-43632-8
- Itala Mela, Luigi Crippa (curador), Pensieri sull'obbedienza benedettina, Editrice Domenicana Italiana, 1 de Octobre de 2014. EAN 9788898264339, ISBN 889826433X.

Itala Mela dejó una gran cantidad de escritos, en su mayoría aún inéditos: cartas, informes de retiros y ejercicios espirituales, notas y apuntes biográficos. Los textos, en su mayoría escritos a mano por Itala, fueron mecanografiados después de su muerte por las monjas del Monasterio benedictino de Santa María del Mare (Marinasco, La Spezia). Hoy en día forman 42 volúmenes mecanografiados, propiedad de la Diócesis de La Spezia-Sarzana-Brugnato y custodiados en el Archivo Diocesano de Sarzana, donde están a disposición de los estudiosos.

## En el arte
Clemente Terni compuso en su memoria una cantata para contralto, tenor y bajo con instrumentos y percusión, inspirada libremente en los textos recopilados en el volumen In un mare di luce y en la lauda Alta Trinità beata contenida en el antiguo Laudario de Cortona, datado en el siglo XIII. La primera representación tuvo lugar en San Miniato al Monte, en el Monasterio de San Leonardo, no lejos del templo de San Salvatore al Monte, un microcosmos del templo celestial que fue pintado al fresco por Leonardo da Vinci.
En honor a Itala Mela, el maestro fray Claudio Grana OCD compuso el himno Se mi ami davvero (n. 1978).  (n.º 1978).[30] Las estrofas derivan de la Elevazione alla Trinità (Elevación a la Trinidad) de Santa Isabel de la Trinidad.